# Distrito de Kyaukme
El distrito de Kyaukme es un distrito del norte del estado Shan, en Birmania. A fecha de 2001 estaba formado por 4 municipios y 1 946 pueblos.

## Divisiones administrativas
El distrito de Kyaukme comprende las siguientes minicipios:
- Hsipaw
- Kyaukme
- Namtu
- Naungcho

Antes de agosto de 2010, el distrito de Kyaukme también incluía los municipios de Mantong y Namhsan, que fueron transferidos ese mes a la recién creada zona autónoma de Pa Laung.
El distrito de Kyaukme también constaba de los siguientes municipios, que se escindieron para convertirse en el distrito de Mongmit :
- Mabein
- Mongmit